# Germania Express
Germania Express (code AITA : ST ; code OACI : GMI) était une compagnie aérienne allemande à bas coûts.

## Histoire
Germania Express a été créée en mai 2003 et débuta ses opérations le 1er juin de la même année. En mars 2005, la compagnie Fly DBA a absorbé Germania Express.

## Destinations
Germania Express vole actuellement sur quatre lignes :
- Berlin à Moscou,
- Düsseldorf à Moscou,
- Cologne à Tbilissi,
- Munich à Moscou.